# Sharp PC-1401
Sharp PC-1401 PC-1402 PC-1421 (PC-1401 PC-1402 PC-1421) је серија џепних рачунара фирме Шарп (Sharp) која је почела да се производи у Јапану од 1983. године.
Користили су 8-битни SC 61860 као микропроцесор. RAM меморија рачунара је имала капацитет од PC-1401, PC-1421: 4,2 KB - PC-1402: 10,2 KB. 

## Детаљни подаци
Детаљнији подаци о рачунарима PC-1401 PC-1402 PC-1421 су дати у табели испод.
|                       | |
| [ 1 ]                 | |
| Произвођач            | Шарп |
| Тип                   | џепни рачунар                                                                                             |
| Меморија              | PC-1401, PC-1421: 4,2 - PC-1402: 10,2 KB                                                                  |
| Поријекло             | Јапан |
| Година                | 1983 |
| Тастатура             | 76 тастера, QWERTY калкулаторски тип са numeric тастера-pad и math функцијских тастера                    |
| Процесор              | 8-битни                                                                                                   |
| Фреквенција процесора | PC-1401, PC-1402: 576 - PC-1421: 768                                                                      |
| RAM                   | PC-1401, PC-1421: 4,2 - PC-1402: 10,2 KB                                                                  |
| ROM                   | 40 KB |
| Текст                 | 1 линија x 16 знакова (монитор са текућим кристалом), 5x7 матрица тачака                                  |
| Графика               | нема |
| Боја                  | једна боја, монитор са текућим кристалом                                                                  |
| Звук                  | централним процесором управљан пиезоелектрични звучник, фиксна фреквенција и трајање преко Бејсик команде |
| Димензије             | 170 (ширина) x 72 (дубина) x 9,5 (висина) / 150 (са батеријама и поклопцем)                               |
| Портови               | |
| Оперативни систем     | |